# Junko Tabei
Sept sommets
Junko Tabei (田部井 淳子, Tabei Junko, née le 22 septembre 1939 à Miharu et morte le 20 octobre 2016 à Kawagoe) est une alpiniste japonaise. Elle fut la première femme à atteindre le sommet de l'Everest le 16 mai 1975.

## Biographie
Junko est née en 1939 dans la préfecture de Fukushima, membre d'une fratrie de sept enfants. Sa passion pour la montagne débute après une excursion au sommet du mont Nasu avec son professeur alors qu'elle a 10 ans. Cette expérience marque profondément la jeune fille. Après avoir terminé ses études de littérature anglaise et américaine à l'Université féminine de Showa (établissement qui proposait un club d'alpinisme qu'elle avait rejoint durant son cursus), elle forme un club d'alpinisme réservé aux femmes, le Ladies Climbing Club: Japan (LCC), en 1969.
Avec son mari, elle s'attaque aux plus hauts sommets du Japon (le mont Fuji entre autres) pour s'intéresser ensuite aux Alpes avec notamment une ascension du Cervin en Suisse. Junko devient rapidement célèbre et réputée au Japon pour ses qualités en tant qu'alpiniste, malgré son allure relativement frêle et sa petite taille, 1,52 m. Au début des années 1970, le journal Yomiuri Shimbun et Nippon Television décident d'organiser une expédition exclusivement féminine dont le but est d'atteindre le sommet de l'Everest. Quinze femmes sont sélectionnées parmi une centaine de candidates. Parmi elles, Junko, qui décroche ainsi le ticket pour l'aventure népalaise. Un entrainement intensif est conduit au préalable.
Au début de l'année 1975, l'expédition se rend à Katmandou. Accompagné de neuf guides sherpas, le groupe d'équipières prend la même voie que Edmund Hillary et Tenzing Norgay en 1953. Début mai, les alpinistes campent à une altitude de 6 300 mètres. Le 4 mai, l'aventure frôle la catastrophe lorsqu'une avalanche ensevelit l'ensemble du campement. Les Sherpa et les femmes réussissent à s'extraire. Junko perd connaissance mais est sauvée par les guides népalais. Encore plus déterminée qu'avant, elle prend la tête du groupe. Le 16 mai 1975, douze jours après l'avalanche, Junko atteint en premier le sommet de l'Everest.
En 1992, elle est la première femme à compléter les sept sommets.
Elle meurt le 20 octobre 2016 des suites d'un cancer.